# Philoponella divisa
Philoponella divisa là một loài nhện trong họ Uloboridae.
Loài này thuộc chi Philoponella. Philoponella divisa được miêu tả năm 1979 bởi Opell.